# Oxypoda implicata
Oxypoda implicata är en skalbaggsart som beskrevs av Thomas Casey 1911. Oxypoda implicata ingår i släktet Oxypoda och familjen kortvingar. Inga underarter finns listade i Catalogue of Life.